# (369) Aëria
(369) Aëria est un astéroïde de la ceinture principale découvert par A. Borrelly le 4 juillet 1893.
Il a été nommé d'après l'"Air", l'un des quatre éléments : terre, eau, air et feu.